# Serere (Mali)
Pour l’article ayant un titre homophone, voir Sérère.
Serere est une commune du Mali, dans le cercle de Gourma-Rharous et la région de Tombouctou.